# Flip's Little Sparrow
Flip's Little Sparrow (née le 2 mai 2006) est une jument de robe baie, du stud-book Selle suédois, montée en saut d'obstacles par le cavalier Peder Fredricson, puis par Stephanie Holmén depuis 2019, au niveau des Grand Prix. C'est le premier poulain de Butterfly Flip, avec Cardento.

## Histoire
Flip's Little Sparrow était déjà le poulain le plus populaire de Suède avant même de naître, par son ascendance. Elle est le premier poulain de la très célèbre Butterfly Flip. Pour ne pas perturber la carrière sportive de sa mère, elle a été transplantée par transfert d'embryon vers une autre jument, dont elle est née sans encombre le 2 mai 2006, à l'élevage de Kristina Larsson, à Rottneros en Suède, qui est également l'élevage de naissance de Butterfly Flip.
Elle est sponsorisée par la marque H&M.
Elle est montée régulièrement par Peder Fredricson depuis ses 4 ans, puis par Stephanie Holmén depuis novembre 2017,. Celle-ci estime que ce changement de cavalier est probablement apprécié par la jument car elle pèse 30 kg de moins que Peder Fredricson.

## Description
Flip's Little Sparrow est une jument de robe bai foncé, inscrite au stud-book du Selle suédois. Elle est surnommée « Sparven ». Stephanie Holmén la décrit comme une jument concentrée, et désireuse de faire de son mieux. Elle la décrit aussi comme grande, noble et très sensible.

## Palmarès
Elle remporte une étape de la Coupe du monde en 2018, ainsi que le championnat de Suède cette même année.
- Septembre 2017 : vainqueur du Grand Prix du CSI3* de Ciekocinko (Baltika Tour)[8],[9].
- Janvier 2018 : vainqueur de l'étape Coupe du monde de Zürich[8],[10].
- Octobre 20187 : vainqueur de la finale du CSI5* de Barcelone[2]
- Décembre 2018 : vainqueur du CSI4* de Stockholm, à 1,50 m[2].

## Origines
Flip's Little Sparrow est issue du croisement entre l'étalon Holsteiner Cardento et la jument Butterfly Flip. Son père Cardento avait également été qualifié aux niveaux olympiques et Coupe du monde. À ce titre, elle présente un pedigree de très grande qualité, ses deux parents ayant concouru au niveau olympique.